# Fiú egyéni műkorcsolya a 2024. évi téli ifjúsági olimpiai játékokon
A 2024. évi téli ifjúsági olimpiai játékokon a műkorcsolya fiú egyéni versenyszámának rövid programját január 27-én, a szabadprogramot pedig január 29-én rendezték a Gangneung Ice Arenában.
Az első helyen a hazaiak 17 éves versenyzője, Kim Hjungjon (Kim Hyun-gyeom) végzett, aki Dél-Korea első aranyérmét vihette el fiú egyéniben a téli ifjúsági olimpiai játékok, és egyben hazája sporttörténetében. A szlovák Adam Hagara mindössze 0,5 ponttal lemaradva szerezte meg az ezüstérmet, míg a dobogó harmadik fokára az új-zélandiak műkorcsolyázója, Li Yanhao állhatott fel.
A versenyszámban nem vett részt magyar versenyző.

## Versenynaptár
A versenyszámok eseményei helyi idő szerint (UTC+09:00), zárójelben magyar idő szerint (UTC+01:00) olvashatóak:
| Dátum                     | Időpont                   | Forduló       |
| ------------------------- | ------------------------- | ------------- |
| 2024. január 27., szombat | 16:00-18:25 (08:00-10:25) | Rövid program |
| 2024. január 29., hétfő   | 14:00-16:45 (06:00-08:45) | Szabadprogram |

## Eredmény
| Hely. | Versenyző                     | Nemzet                 | Rövid program | Rövid program                         | Rövid program                         | Rövid program                         | Rövid program | Rövid program | Rövid program | Rövid program | Rövid program | Szabadprogram | Szabadprogram                         | Szabadprogram                         | Szabadprogram                         | Szabadprogram | Szabadprogram | Szabadprogram | Szabadprogram | Szabadprogram | ÖP     |
| Hely. | Versenyző                     | Nemzet                 | R             | A három általános komponens pontszáma | A három általános komponens pontszáma | A három általános komponens pontszáma | PP            | TP            | LV            | H             | P             | R             | A három általános komponens pontszáma | A három általános komponens pontszáma | A három általános komponens pontszáma | PP            | TP            | LV            | H             | P             | ÖP     |
| Hely. | Versenyző                     | Nemzet                 | R             | KG                                    | EM                                    | KK                                    | PP            | TP            | LV            | H             | P             | R             | KG                                    | EM                                    | KK                                    | PP            | TP            | LV            | H             | P             | ÖP     |
| ----- | ----------------------------- | ---------------------- | ------------- | ------------------------------------- | ------------------------------------- | ------------------------------------- | ------------- | ------------- | ------------- | ------------- | ------------- | ------------- | ------------------------------------- | ------------------------------------- | ------------------------------------- | ------------- | ------------- | ------------- | ------------- | ------------- | ------ |
| Arany | Kim Hjungjon (Kim Hyun-gyeom) | Dél-Korea (KOR)        | 16            | 6,79                                  | 6,79                                  | 7,00                                  | 34,37         | 35,91         | -1,00         | 3.            | 69,28         | 16            | 7,00                                  | 7,00                                  | 7,07                                  | 70,16         | 77,29         | 0,00          | 1.            | 147,45        | 216,73 |
| Ezüst | Adam Hagara                   | Szlovákia (SVK)        | 17            | 6,89                                  | 6,75                                  | 6,93                                  | 34,35         | 40,71         | 0,00          | 2.            | 75,06         | 17            | 6,82                                  | 6,82                                  | 7,00                                  | 68,73         | 72,44         | 0,00          | 3.            | 141,17        | 216,23 |
| Bronz | Li Yanhao                     | Új-Zéland (NZL)        | 15            | 6,64                                  | 6,93                                  | 6,82                                  | 34,05         | 33,96         | 0,00          | 4.            | 68,01         | 14            | 6,93                                  | 7,00                                  | 7,18                                  | 70,30         | 70,53         | 0,00          | 4.            | 140,83        | 208,84 |
| 4.    | Jacob Sanchez                 | Egyesült Államok (USA) | 10            | 7,07                                  | 7,18                                  | 7,25                                  | 35,91         | 40,47         | 0,00          | 1.            | 76,38         | 18            | 6,75                                  | 6,75                                  | 6,93                                  | 68,04         | 55,86         | 0,00          | 6.            | 123,90        | 200,28 |
| 5.    | Nakata Rió                    | Japán (JPN)            | 18            | 6,11                                  | 5,93                                  | 6,64                                  | 31,19         | 25,40         | -1,00         | 13.           | 55,59         | 2             | 6,82                                  | 6,50                                  | 7,14                                  | 68,14         | 74,56         | 0,00          | 2.            | 142,70        | 198,29 |
| 6.    | Raffaele Francesco Zich       | Olaszország (ITA)      | 12            | 6,64                                  | 6,54                                  | 6,75                                  | 33,28         | 32,77         | 0,00          | 6.            | 66,05         | 15            | 6,89                                  | 6,93                                  | 6,89                                  | 68,96         | 54,83         | 0,00          | 7.            | 123,79        | 189,84 |
| 7.    | Kakiucsi Haru                 | Japán (JPN)            | 14            | 6,36                                  | 6,21                                  | 6,54                                  | 31,91         | 29,20         | 0,00          | 8.            | 61,11         | 11            | 6,14                                  | 6,07                                  | 6,43                                  | 62,07         | 62,70         | 0,00          | 5.            | 124,77        | 185,88 |
| 8.    | Tien Tung-ho (Tian Tonghe)    | Kína (CHN)             | 8             | 6,18                                  | 6,11                                  | 6,36                                  | 31,14         | 35,94         | 0,00          | 5.            | 67,08         | 13            | 5,89                                  | 5,89                                  | 6,21                                  | 59,90         | 53,34         | -1,00         | 11.           | 112,24        | 179,32 |
| 9.    | Georgii Pavlov                | Svájc (SUI)            | 3             | 5,93                                  | 5,75                                  | 5,71                                  | 29,04         | 32,93         | 0,00          | 7.            | 61,97         | 12            | 5,75                                  | 5,89                                  | 5,89                                  | 58,37         | 58,48         | 0,00          | 9.            | 116,85        | 178,82 |
| 10.   | David Li                      | Kanada (CAN)           | 11            | 6,29                                  | 6,11                                  | 6,39                                  | 31,37         | 28,79         | -3,00         | 11.           | 57,16         | 8             | 6,18                                  | 6,32                                  | 6,21                                  | 62,31         | 56,26         | 0,00          | 8.            | 118,57        | 175,73 |
| 11.   | Konstantin Supatashvili       | Grúzia (GEO)           | 13            | 5,61                                  | 5,57                                  | 5,54                                  | 27,92         | 31,56         | -1,00         | 10.           | 58,48         | 9             | 5,54                                  | 5,57                                  | 5,71                                  | 56,01         | 61,24         | -1,00         | 10.           | 116,25        | 174,73 |
| 12.   | Tao MacRae                    | Nagy-Britannia (GBR)   | 1             | 5,50                                  | 5,54                                  | 5,57                                  | 27,74         | 31,75         | 0,00          | 9.            | 59,49         | 10            | 5,68                                  | 5,86                                  | 5,75                                  | 57,57         | 54,55         | 0,00          | 12.           | 112,12        | 171,61 |
| 13.   | Aurélian Chervet              | Svájc (SUI)            | 5             | 5,29                                  | 5,14                                  | 5,29                                  | 26,24         | 30,31         | 0,00          | 12.           | 56,55         | 7             | 5,75                                  | 5,86                                  | 5,54                                  | 57,11         | 51,89         | 0,00          | 13.           | 109,00        | 165,55 |
| 14.   | Vadym Novikov                 | Ukrajna (UKR)          | 9             | 5,46                                  | 5,43                                  | 5,71                                  | 27,73         | 27,18         | 0,00          | 14.           | 54,91         | 3             | 5,18                                  | 4,96                                  | 5,46                                  | 51,95         | 53,78         | 0,00          | 14.           | 105,73        | 160,64 |
| 15.   | Gianni Motilla                | Franciaország (FRA)    | 6             | 5,36                                  | 5,04                                  | 5,46                                  | 26,49         | 26,30         | -1,00         | 17.           | 51,79         | 4             | 5,18                                  | 5,04                                  | 5,21                                  | 51,38         | 53,09         | 0,00          | 15.           | 104,47        | 156,26 |
| 16.   | Elias Sayed                   | Svédország (SWE)       | 7             | 5,29                                  | 5,29                                  | 5,29                                  | 26,49         | 29,08         | -1,00         | 15.           | 54,57         | 1             | 4,93                                  | 4,75                                  | 5,04                                  | 49,02         | 46,55         | 0,00          | 16.           | 95,57         | 150,14 |
| 17.   | Kirills Korkačs               | Lettország (LAT)       | 4             | 5,11                                  | 5,11                                  | 5,04                                  | 25,48         | 27,88         | 0,00          | 16.           | 53,36         | 5             | 4,61                                  | 4,57                                  | 4,64                                  | 46,02         | 45,05         | 0,00          | 17.           | 91,07         | 144,43 |
| 18.   | Jegor Martsenko               | Észtország (EST)       | 2             | 5,14                                  | 4,96                                  | 5,21                                  | 25,56         | 22,33         | 0,00          | 18.           | 47,89         | 6             | 4,79                                  | 4,68                                  | 4,79                                  | 47,48         | 41,10         | -1,00         | 18.           | 87,58         | 135,47 |

____
Magyarázat:
• R = rajtszám • KG = koreográfia • EM = előadás/kivitelezés • KK = korcsolyázó képesség • PP = a program pontszám • TP = technikai pontszám • LV = pontlevonás • H = helyezés • P = pontszám • ÖP = Összpontszám